# سانتوس غونزاليس
سانتوس غونزاليس (بالإسبانية: Santos González)‏ ولد بتاريخ 17 ديسمبر 1973 في كريفايلنت، إسبانيا، هو دراج إسباني في صنف سباق الدراجات على الطريق. شارك في دورة الألعاب الأولمبية الصيفية.

## سجل النتائج

### سباقات أو مراحل فاز بها
- طواف إسبانيا

### المراكز
- حقق المركز الرابع في طواف إسبانيا 2000

## روابط خارجية
- سانتوس غونزاليس على موقع الاتحاد الدولي للدراجات (الإنجليزية)
- سانتوس غونزاليس على موقع أرشيف الدراجات (الإنجليزية)
- سانتوس غونزاليس على موقع إحصائيات الدراجات الإحترافية (الإنجليزية)
- سانتوس غونزاليس على موقع نسبة الدراجات (الإنجليزية)
- سانتوس غونزاليس على موقع أوليمبيديا (الإنجليزية)